# Масковый юлидохром
Масковый юлидохром (лат. Julidochromis transcriptus) — вид цихлид, эндемик озера Танганьика. Обнаружен в 1898 году в Буланже (Boulenger).
Обитатель скалистого биотопа на глубине до 20 метров. Рисунок на вытянутом теле рыбы состоит из пятен черного и бежевого цвета. Самцы и самки окрашены одинаково. Вырастают до 7 см. Самки крупнее самцов.

## Содержание
Содержать рыбок необходимо в аквариумах с большим количеством укрытий из камней, пещерок и расщелин. Субстрат — мелкий песок. Параметры воды: жёсткость dGH 10-15°, рН 8,0-8,5, температура 24-27 °C. Растения не трогают, но могут выкопать. Можно содержать с другими представителями озера Танганьика схожей пищевой специализации. Корм можно использовать как живой: дафнию, циклоп, так и различные качественные сухие и замороженные корма.
В озере питается микроорганизмами и водорослевыми обрастаниями на камнях. Разведение возможно в том же аквариуме.
Самка откладывает примерно 30 икринок. При температуре 26 °C личинки выклёвываются через 2 дня и плывут на пятый-шестой.